# Maja Weiss
Maja Weiss (Novo mesto, 17 aprile 1965) è una regista e sceneggiatrice slovena.
Autrice soprattutto di cortometraggi e documentari, per i quali ha ottenuto riconoscimenti e candidature nei principali festival internazionali, nel 2002 ha diretto il suo primo lungometraggio narrativo, Guardian of the Frontier, primo film sloveno diretto da una donna.
È stata dal 2005 al 2007 alla guida della DSFU, l'associazione dei filmmaker sloveni, ed è attualmente membro della European Film Academy.
È sposata dal 1993 con il regista e musicista tedesco Peter Braatz, dal quale ha avuto due figli: August Adrian nato nel 1993 e Larissa Maria Christa nata nel 2001.

## Biografia
Nata nel 1965 a Novo mesto, nell'ex Jugoslavia, dal 1984 al 1988 studia regia all'Accademia di teatro, radio, film e televisione di Lubiana.
Dopo essere stata assistente alla regia per alcuni lungometraggi, tra cui The Jailers di Marjan Ciglic (1990) e The Queen of Hearts di Boris Jurjasevic (1991), nel 1993 ottiene una borsa di studio per il Nipkow Program a Berlino e per alcuni anni lavora come freelance, scrivendo e realizzando documentari e film per la televisione slovena.
Tornata in Slovenia, nel 1997 organizza la prima Marathon of Slovenian Women's Film and Video e l'anno successivo fonda con la sorella, la produttrice cinematografica Ida Weiss, la compagnia di produzioni Bela Film.
Nel 2002 dirige il suo primo lungometraggio, Guardian of the Frontier, che ottiene riconoscimenti come il Manfred Salzgeber Prize alla 52ª edizione del Festival di Berlino e il premio per la miglior opera prima al San Francisco International Lesbian & Gay Film Festival.
Nel 2005, al festival Crossing Europe di Linz gli è stata dedicata la retrospettiva "Tribute to Maja Weiss & Peter Braatz".

## Filmografia

### Lungometraggi
Regista e sceneggiatrice
- Na poti nazaj (1994) - Documentario
- Trieste on the Border (Trst na meji) (1995) - Documentario
- The Road of Brotherhood and Unity (Cesta bratstva in enotnosti) (1999) - Documentario
- Guardian of the Frontier (Varuh meje) (2002)
- Installation of love (Instalacija ljubezni) (2007)
- Angela Vode: Secret memories (Angela vode: Skriti spomin) (2009) - Film Tv
- Banditenkinder - Stolen Slovene Children (Banditenkinder - Slovenskemu narodu ukradeni otroci) (2014) - Documentario

Solo regista
- Eyes and ears of god (Oči in ušesa boga) (2012) - Documentario, co-regia con Tomo Križnar

Solo sceneggiatrice
- Dar Fur - War for Water (Dar Fur - Vojna za vodo), regia di Tomo Križnar (2008) - Documentario
- Forever Young - Slovenia (Vedno mlada Slovenija), regia di Peter Braatz (2011) - Documentario

### Corti e mediometraggi
Regista e sceneggiatrice
- Mali Rus (1986) - Documentario
- Dež (1987)
- Volite mene (1990) - Documentario
- Balkan Gunfighters (Balkanski revolveraši) (1991)
- Photo Film 2001 (Foto film 2001) (1996) - Documentario, co-regia con Peter Braatz
- Adrian (1998)
- Nuba, the Pure People (Nuba, čisti ljudje) (2000) - Documentario, co-regia con Tomo Križnar
- Under Prešeren's Head (Pod Prešernovo glavo) (2004) - Documentario
- Child In Time (2004)
- Photo Portrait of Joco Žnidaršič (Foto portret Joco Žnidaršič) (2005) - Documentario
- I Want to Conquer the World - Portrait of the Actress Marija Vera (Hočem osvojiti svet - Portret igralke Marije Vere) (2006) - Documentario
- Feel for the Wind (Občutek za veter) (2008) - Documentario
- Where Has the Working Class Gone? (Kam je izginil delavski razred?) (2010) - Documentario
- Discovery of hidden memory of Angela Vode (Odkrivanje skritega spomina Angele Vode) (2011) - Documentario
- Boy, Bloodbrother of Death 2 (Fant, pobratim smrti 2) (2012) - Documentario

Solo regista
- Fant, pobratim smrti (1992) - Documentario
- Village Teacher (Vaški učitelj) (1993)

### Serie Tv
- New World (Novi svet) (2003) - Solo regia
- Mädchengeschichten (2004) - Episodio Katarina aus Slowenien, solo regia

## Riconoscimenti
- 1991
  - Festival Slovenskega Filma
  - Golden Prize Metod Badjura per il miglior film sloveno per Balkan Gunfighters

- 1992
  - Festival Slovenskega Filma
  - Golden Prize Metod Badjura per il miglior film sloveno per Fant, pobratim smrti

- 1998
  - Chicago International Film Festival
  - Silver Plaque per il miglior cortometraggio per Adrian
- Montreal World Film Festival
  - Nomination First Prize (cortometraggi) per Adrian
- Festival Slovenskega Filma
  - Miglior cortometraggio per Adrian

- 1999
  - Sarajevo Film Festival
  - Premio FIPRESCI, menzione speciale per Adrian
- Festival international de films de femmes de Créteil
  - Canal+ Award per il miglior cortometraggio Adrian
- Festival Slovenskega Filma
  - Miglior documentario per The Road of Brotherhood and Unity
- International Documentary Film Festival Amsterdam
  - Nomination Silver Wolf Award per The Road of Brotherhood and Unity
- Film Video Monitor
  - Premio Darko Bratina per The Road of Brotherhood and Unity
- Viktor Awards
  - Miglior programma televisivo culturale per The Road of Brotherhood and Unity

- 2000
  - Festival Slovenskega Filma
  - Miglior documentario per Nuba, the Pure People
- International Mountain & Adventure Film Festival Graz
  - Alpine Camera in Gold per Nuba, the Pure People

- 2001
  - Telluride Film Festival
  - Miglior documentario culturale per Nuba, the Pure People

- 2002
  - Festival internazionale del cinema di Berlino
  - Manfred Salzgeber Prize per Guardian of the Frontier
- European Film Awards
  - Nomination Miglior rivelazione - Prix Fassbinder per Guardian of the Frontier
- San Francisco International Lesbian & Gay Film Festival
  - Miglior opera prima per Guardian of the Frontier
- Festival Slovenskega Filma
  - Miglior regista per Guardian of the Frontier
- Miami Gay & Lesbian Film Festival
  - Premio speciale della giuria per Guardian of the Frontier

- 2003
  - Festival MIX Milano
  - Miglior film, menzione speciale per Guardian of the Frontier
- Viktor Awards
  - Miglior programma televisivo per Balkan Gunfighters

- 2005
  - Festival internazionale del cinema di Berlino
  - Nomination Orso d'oro per il miglior cortometraggio per Child In Time

- 2008
  - Trieste Film Festival
  - Menzione speciale per Installation of love
- Festival internazionale del cinema di Varsavia
  - Nomination Miglior documentario per Dar Fur - War for Water
- Durban International Film Festival
  - Amnesty International Award per Dar Fur – War for Water (condiviso con Tomo Križna)
- Festival Internacional de Cine y Medio Ambiente Ciudad de Zaragoza
  - Miglior documentario per Dar Fur – War for Water (condiviso con Tomo Križna)

- 2011
  - Sarajevo Film Festival
  - Nomination Heart of Sarajevo per il miglior documentario per Where Has the Working Class Gone?